# Festuca pilgeri
Festuca pilgeri là một loài thực vật có hoa trong họ Hòa thảo. Loài này được St.-Yves mô tả khoa học đầu tiên năm 1927.